# Geschiedenis van escargot

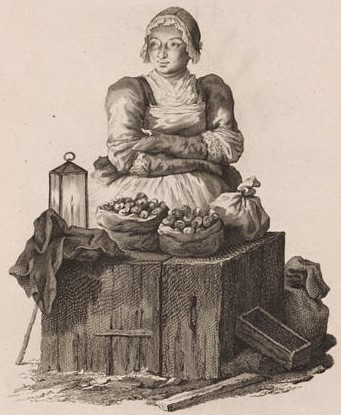
Slakkenverkoopster op de markt van Wenen (ca. 1775)

De geschiedenis van escargot beschrijft hoe en in welke vormen de eetbare landslak op het menu van de mens is terechtgekomen. De slak heeft sinds het begin van de menselijke geschiedenis een vitale rol gespeeld als voedsel en als medicijn. Hij heeft door zijn bijzondere eigenschappen in de loop van de tijd een bescheiden doch onuitwisbare plaats verworven in vele culturen.
Heden speelt de eetbare landslak in de meeste culturen een ondergeschikte rol in de keuken en is het economisch slechts een nichesector. Desalniettemin zijn er ontwikkelingen gaande die duiden op een hernieuwde en groeiende belangstelling voor de slak als voedsel, alsook voor medische en cosmetische toepassingen.

## Prehistorie
De slak bevindt zich vrijwel op de bodem van de voedselpiramide: het is een eenvoudige prooi, vol proteïnen, vitaminen, en kalk voor de botten. Het wordt dan ook sinds de oudste tijden door vrijwel alle dieren, inclusief de mens, gegeten.
Uit archeologische opgravingen is gebleken dat de slak al in de prehistorie als voedsel diende voor de mens. Het oudste bewijs van slakkenconsumptie dateert van ca. 10.000 voor Christus en betreft hopen leeggegeten slakkenhuisjes achtergebleven in grotten in het Middellandse Zeegebied. Deze hopen suggereren dat de slak op het vuur gegrild werd, waarna een gaatje in het huisje geboord werd om het vlees eruit te halen.
Het aantal hopen die in het mediterrane gebied gevonden werden, de enorme hoeveelheden aan huisjes die daarin aangetroffen waren, en het feit dat deze huisjes per hoop uniform in grootte en soort waren, suggereert dat de prehistorische mens gespecialiseerd was in de slak. Het opent de weg voor de claim dat de slak het eerste dier ooit was die door de mens gedomesticeerd werd voor voedselproductie, nog vóór de viervoeters, waarvan gewoonlijk de eerste domesticatie wordt geclaimd.

## Bijbelse oudheid
In het bijbelse Palestina liet Mozes op bevel van God in zijn voedselvoorschriften vastleggen dat het vlees van kruipende dieren, zoals slakken, onrein was. Mogelijk dat dit van invloed is geweest op de latere islamitische voedselvoorschriften, waar geen eenduidige uitsluitsel lijkt te zijn over of de slak rein is. De latere christenen zouden er om al dan niet opportunistische motieven flexibelere interpretaties op nahouden, zoals verderop in dit artikel zal blijken.

## Klassieke oudheid

### Grieken

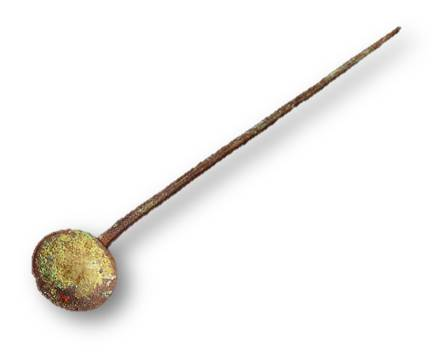
Een cochlear, waarvan het puntige steeltje door de Grieken en Romeinen gebruikt werd om het slakkenvlees uit het huisje te halen

De Grieken hadden al ontdekt dat de slak geneeskundige eigenschappen heeft en gebruikten het voor diverse kwalen. Gezien hun bekendheid met de slak zullen ze het wellicht ook als voedsel geconsumeerd hebben. In feite bestond er een lepeltje, 'cochlear' genoemd, waarvan het steeltje een lange punt vormde waarmee het slakkenvlees uit zijn huisje gehaald werd. Deze cochlear werd later ook door de Romeinen als zodanig gebruikt.
Aristoteles is de oudst bekende naturalist die de slak gedetailleerd beschreef. Mogelijk hadden de Grieken, uitstekende observeerders in de antieke oudheid, toen reeds de eigenaardigheid van het slakse liefdesleven met liefdespijlen ontdekt, en is daar de mythe van Eros uit ontstaan.

### Romeinen

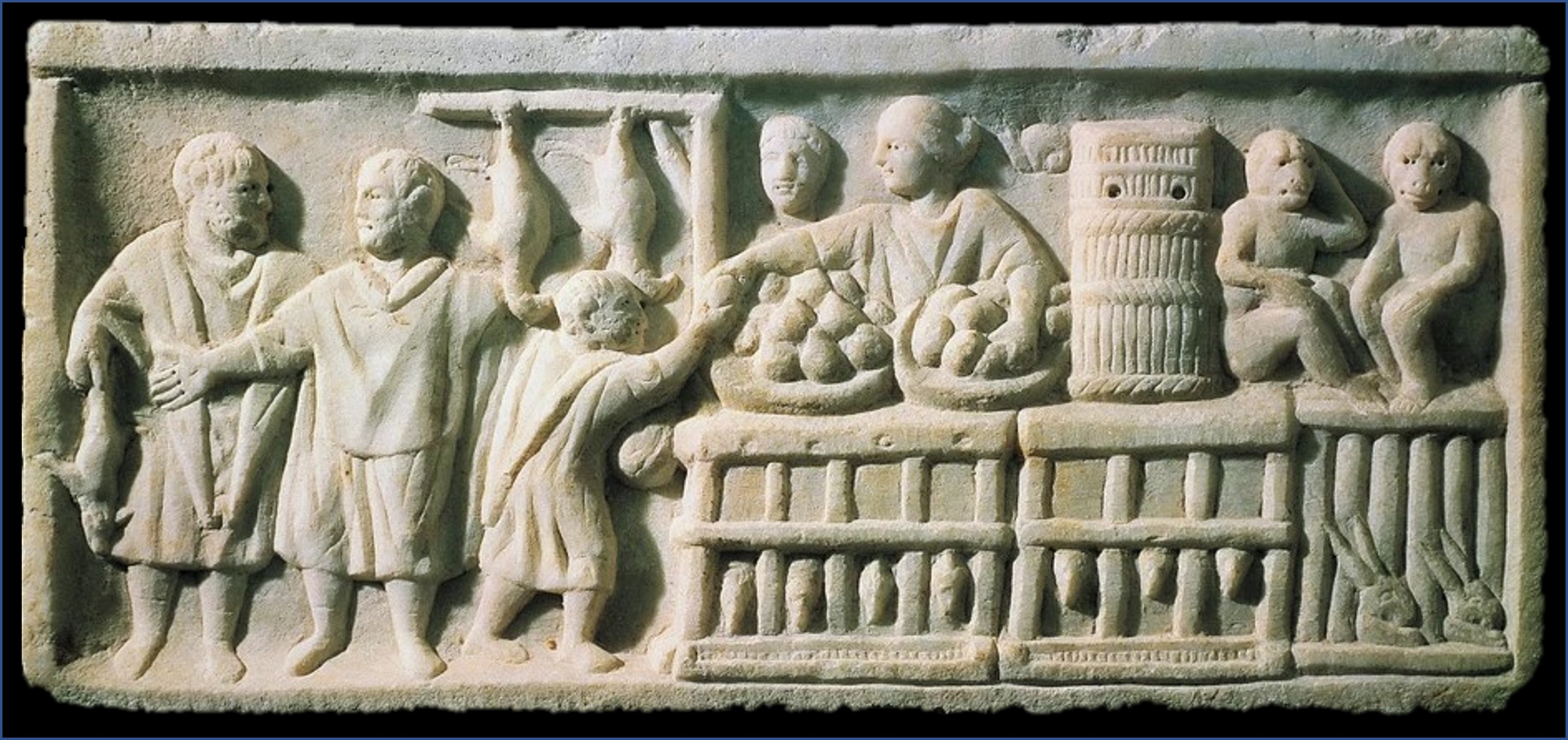
Stenen reliëf dat diende als winkeluithangbord in Ostia, laat in de 2e eeuw AD. In de afbeelding is een verkoopster te zien, hokken gevuld met kippen en hazen, manden met fruit, waarvan een met vijgen, en een vat met slakken (een delicatesse) alsook twee apen om klanten te trekken.

Stenen reliëf dat diende als winkeluithangbord in Ostia, in de late 2e eeuw na Christus. In de afbeelding is een verkoopster te zien, hokken gevuld met kippen en hazen, manden met fruit, waarvan een met vijgen, en een vat met slakken (een delicatesse) alsook twee apen om klanten te trekken en te onderhouden.
De oudste documentatie van het feitelijk houden van slakken dateert echter uit de Romeinse tijd, beschreven door Marcus Varro in Rerum rusticarum en Plinius de Oudere in Naturalis historia. Een halve eeuw voor Christus was er ene Quintus Fulvius Lippinus, een ondernemer die slakkenparken, de zogenaamde cochlearia, bouwde en exploiteerde. Slakken werden toen vooral in de natuur verzameld en in parken gehouden tot de dag dat ze geconsumeerd zouden worden, maar er werd ook geanticipeerd op feitelijke kweek.
In het Oude Rome werden escargots gezien als voedsel voor de elite. Plinius de Oudere beschrijft in Naturalis Historia hoe slakken gedurende de laatste dagen voor het koken op smaak gebracht werden door ze met wijn en brood te voeren. Marcus Gavius Apicius schreef in zijn kookboek een recept waarin de slakken enkele dagen in een urn met melk opgesloten werden, totdat ze zo opgezwollen waren dat ze zich niet meer in hun huisje konden terugtrekken. Deze slakken werden dan met sausjes en kruiden voor consumptie geroosterd.
Met name toen de Romeinse heerschappij op zijn piek was en decadente vormen begon aan te nemen werd de slak tevens geconsumeerd voorafgaande orgiefeesten, vanwege zijn vermeende aphrodisiërende werking.
Vanwege de verouderde terminologie is niet met zekerheid te zeggen om welke slakkensoorten het toen ging, maar het is duidelijk dat er ten minste vier soorten slakken verhandeld werden, waaronder mogelijk de Afrikaanse reuzenslak. Archeologische vondsten tonen verder dat de Romeinen in elk geval de Otala lactea, segrijnslak en wijngaardslak aten, en deze ook voor consumptie meenamen naar de verste uitposten in het Romeinse Rijk.

## 500-10e eeuw

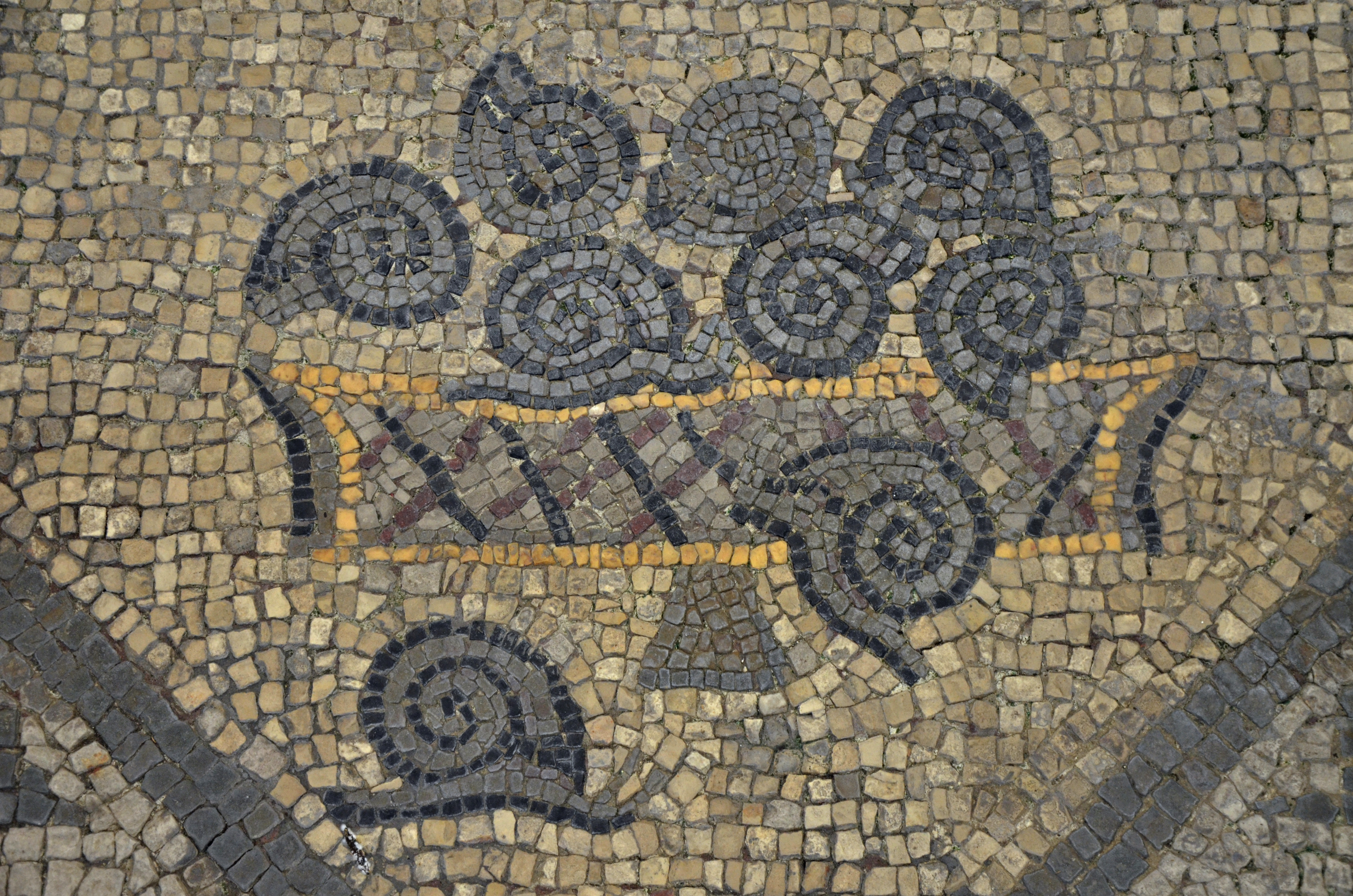
Slakken in een mandje (4e eeuw na Chr.), vroegchristelijke vloermozaïek in het Basiliek van Aquileia, Italië.

De wijngaardslak is waarschijnlijk door de Romeinen in Engeland terecht gekomen, en zijn door de Engelsen geleidelijk aan geïntroduceerd aan wat zij de 'Roman snail' (Romeinse slak) noemden. Hoewel ze niet afkerig waren, is escargot in Engeland echter nooit zo populair geworden als op het continent.
De eer van oudste gedocumenteerde slakkenconsumptie in Europa na de Romeinen, lijkt toe te komen aan de Galliërs. Of zij uit eigen beweging slakken hebben geconsumeerd, of hiervoor door de Romeinen zijn beïnvloed is niet duidelijk. De Galliërs aten de slakken weliswaar net zoals de Romeinen gegrild, maar deden dat als toetje na de maaltijd.
De eerste christenen die uit het as van de Romeinse rijk voortkwamen waren wellicht al bekend met de slak, die door de Romeinen niet alleen geconsumeerd werd maar tevens de slakkenfiguur als decoratie-element gebruikten. De slak werd ook na Christus een symbool voor de wederopstanding en het eeuwige leven. Dit verklaart waarom de slak met name in de beroemde vloermozaïeken van het basiliek van Aquileia terug te vinden zijn.
Het heeft dus nooit de kans gehad om uit het vroegchristelijke geheugen te verdwijnen, en zou zich zelfs nog voor vele komende tradities en gebruiken gaan lenen.

## 11e -18e eeuw

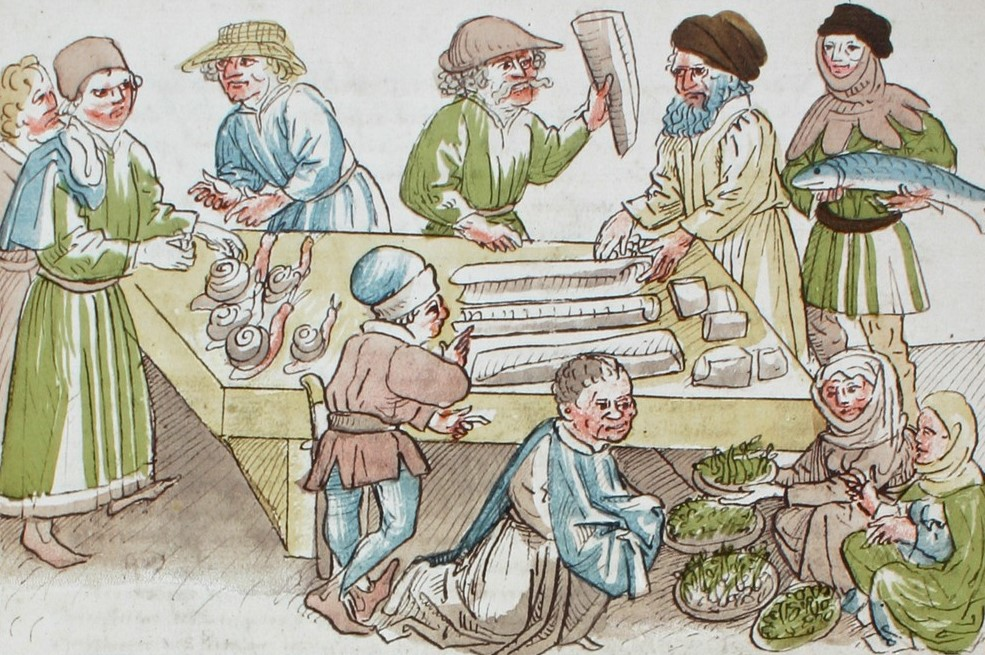
Markt in Constanz in de vroege 15e eeuw, waar onder meer slak, vis en kikker verhandeld werd.

In de elfde eeuw werd de slak door paus Gregorius VII bestempeld als mager vlees, en was het daarmee van de lijst van verboden voedsel gedurende het vasten. Dit gaf de katholieke monniken de kans om tijdens het vasten de benodigde proteïnen binnen te krijgen en hun zware arbeid in de wijngaarden voort te zetten. Met dit decreet zou escargot eeuwenlang populair voedsel voor volk en elite worden in het katholieke Europa, terwijl die populariteit gestadig groeide in het centrale Duitse gebied.
Frankrijk spande echter de kroon. Zo stond escargot in het begin van de zestiende eeuw nog altijd op het menu van onder meer koning Frans I en zijn opvolger Hendrik II. In dezelfde eeuw namen zeevaarders vanuit Charente, een hotspot van de segrijnslak in Frankrijk, slakken in vaten mee als goed houdbaar voedsel op hun lange zeereizen. Het zou ook op deze manier zijn dat de segrijnslak uiteindelijk in Noord Amerika geïntroduceerd werd.
In de zeventiende eeuw zakte de populariteit van escargot en werd het uiteindelijk vooral op het katholieke platteland van Frankrijk, Duitsland, en Italië gegeten, en dan slechts in de periode van het vasten. De slakken werden in die periode vooral vanuit Franse Provence en Duitsland aangevoerd.

## 19e eeuw

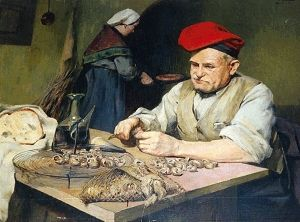
In de 18e eeuw werd escargot toch vooral op het platteland gegeten: hier wordt de typisch Catalaanse cargolade bereid.

De negentiende eeuw was echter een gouden eeuw voor de slakkenhandel. Escargot was zo goed als van de tafel van de gegoede kringen verdwenen, toen de Franse politicus en fijnproever Talleyrand het in 1814 herintroduceerde door zijn chef Antonin Carème te instrueren escargot op het menu te zetten voor een diner met de Russische tsaar Alexander I. Deze chef bedacht hiervoor een recept dat geïnspireerd was op die van een priester uit zijn regio. Het recept werd een doorslaand succes.
Terwijl de escargot nog een belangrijk reddingsmiddel was tijdens de hongersnood van 1817-1818 in de Franse Midi, groeide het in de loop van de negentiende eeuw meer en meer in aanzien, en werd zelfs een symbool voor de Franse gastronomie. Het succesvolle recept is onder de naam van escargot à la bourguignonne nog altijd een van de beroemdste escargot-recepten.
Tegen het einde van de negentiende eeuw werd de slakkenhandel professioneler: slakken werden toen grootschalig uit de natuur geraapt en in parken bewaard totdat ze klaar voor verwerking waren. Binnen het complex van Escargots Boisseau bijvoorbeeld bevond zich naast de parken opslagruimtes, een industriële keuken waar de slakken gekookt werden, en een afdeling waar de slakken verkoopklaar gemaakt werden.

### Slakkenhandel over de Donau

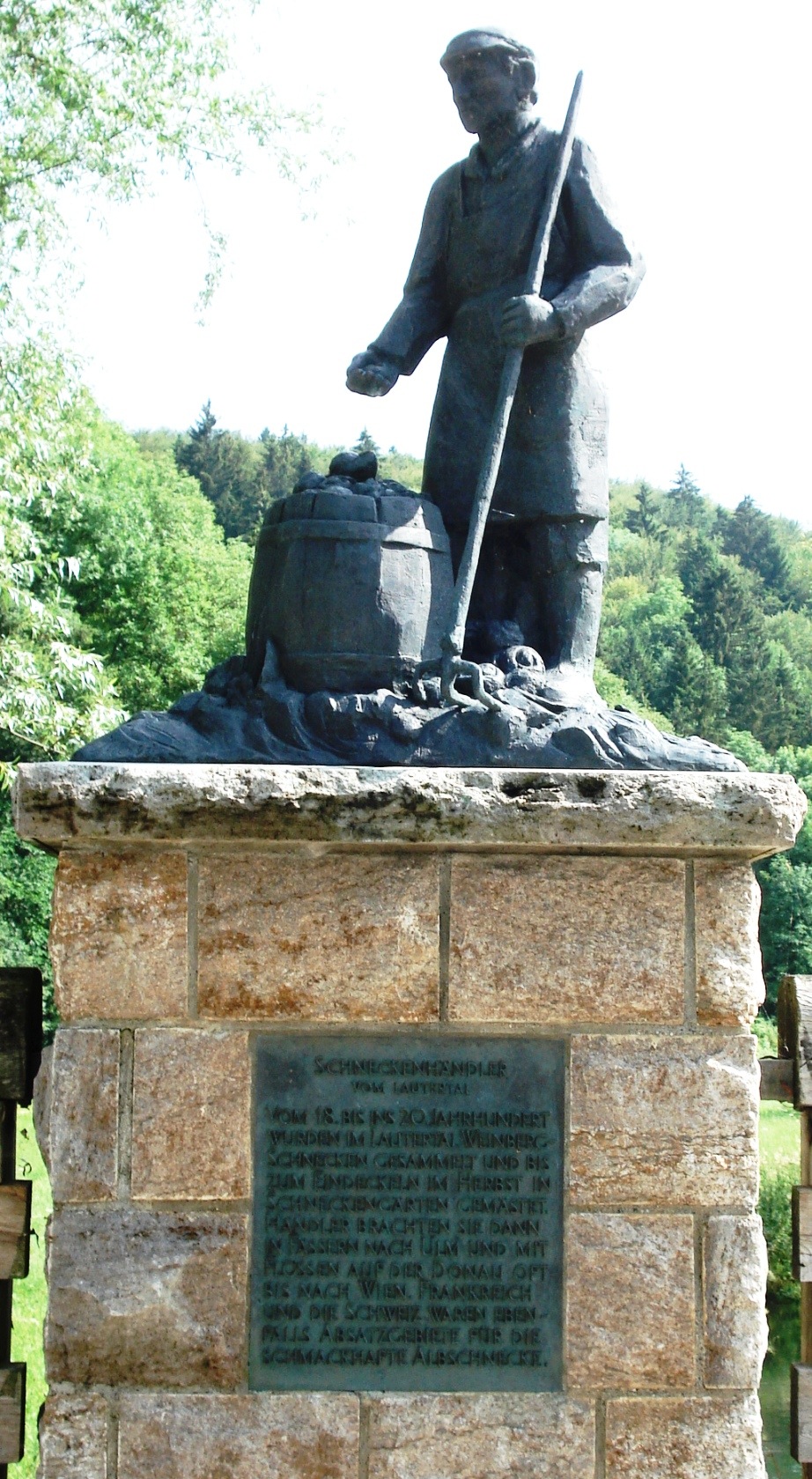
Standbeeld van slakkenverzamelaar in het Duitse Weiler, een stad in het valei van de Donau.

Er was een seizoensgebonden doch levendige slakkenhandel in het Duits-Oostenrijkse gebied dat strekte van Wenen via Ulm tot Indelhausen. De oorsprong hiervan ging terug naar de Romeinse tijd, toen de stad Carnuntum kort voor Christus de hoofdstad van de Romeinse provincie Pannonia werd, en de slak door de Romeinen aan de lokale bevolking geïntroduceerd werd.
Ondanks dat escargot toch vooral met de Franse keuken wordt geassocieerd, was het dus ook volop in de Duits-Oostenrijkse keuken aanwezig. Men oogstte vooral uit de natuur, maar kweekte ook zijn eigen wijngaardslakken. Handel ging vooral over de Donau middels de typische Ulmer Schachtels, speciale transportboten op de Donau, om de Oostenrijkse kloosters en de stad Wenen te bevoorraden. Op de Donau alleen zou er tot diep in de 18e eeuw jaarlijks 500 ton aan slakken (in houten tonnen verpakt) verhandeld worden. Er was eeuwenlang een vaste slakkenmarkt in het oude centrum van Wenen, alwaar de slakken als "weense oesters" van de hand gingen. De handel was dermate groot dat Wenen zelfs wereldleider in de handel van escargot genoemd werd, en dus qua slakkenhandel Frankrijk naar de kroon leek te steken.
Vanaf de negentiende eeuw verschoof het zwaartepunt van de slakkenhandel echter naar Parijs, en ging het product over land. Uit het Swabische dorp Gutenstein alleen al werd er in de vroege 20e eeuw nog altijd jaarlijks 4 miljoen slakken (ca. 120 ton) naar Parijs verscheept. Met de verdwijning van het Oostenrijk-Hongaarse rijk in 1918 ging de traditie van slakken verzamelen en consumeren verloren, en verschoof het zwaartepunt van de handel nog verder naar Parijs.

### Franse sector

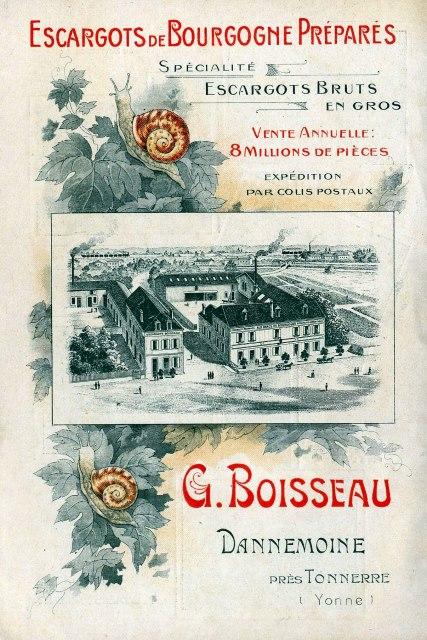
Visitekaart Escargots Boisseau

De slakkensector in Frankrijk was tot de laatste kwart van de 19e eeuw een kleinschalige rurale industrie, waarin de mensen de slakken uit de natuur raapten en zelf bereidden. Restaurants deden eveneens het verzamelen en bereiding zelf. In Parijs alleen werd in 1868 'slechts' een miljoen slakken gegeten. Deze werden vooral uit regio's als Côte-d'Or, Yonne, Aube, Aisne, Seine-et-Marne, Seine-et-Oise de stad ingevoerd. Het was toen een relatief kleine hoeveelheid, omdat het omgerekend minder dan een slak per hoofd in de stad neerkwam.
Rond 1875 begon de sector te rationaliseren en werden kwekerijen gestart. In 1887 bouwde Gaston Boisseau (1859–1914) in Bourgondië een groot slakkenfabriek: Escargots Boisseau. Het zou met de verwerking van 8 miljoen slakken per jaar een kleine halve eeuw lang marktleider in de productie van escargotproducten zijn.

## 20e eeuw - heden

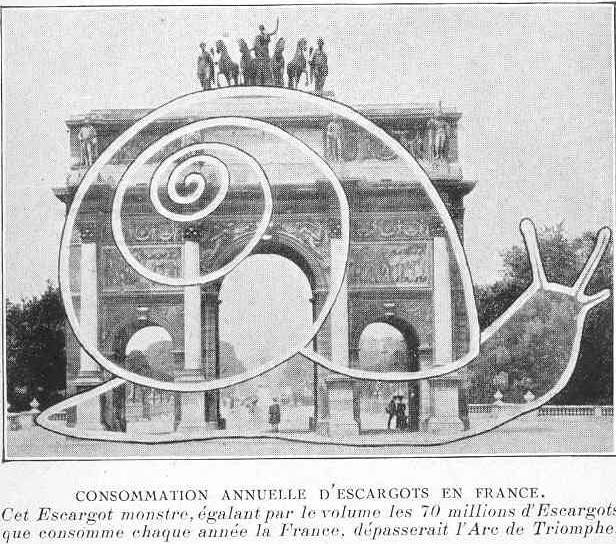
De hoeveelheid slakken die anno 191 door de Franse bevolking werd geconsumeerd was gelijk aan het volume van de Arc de Triomphe.

In de twintigste eeuw werd escargot nadrukkelijker met de Franse keuken geassocieerd. Met een hoeveel van 70 miljoen slakken (800 ton) per jaar was Frankrijk rond 1910 bij verre de grootste consument in Europa. Deze hoeveelheid was halverwege de twintigste eeuw alweer vertienvoudigd. Anno 2020 lag de jaarlijkse consumptie in Frankrijk tegen de 25.000 ton.

### Professionalisering
De kweek begon echter pas in de jaren 1960 professionele vormen aan te nemen. Italië haakte in de jaren 1970 ook gauw aan met hun eigen biocyle slakkenkwekerijen. Spanje, waar de slakkensector traditioneel op het platteland werd gegeten, zou pas veel later tot geprofessionaliseerde kweek overgaan.
De vraag naar gekweekte slakken nam sinds jaren zestig toe door het slinken van de natuurlijke voorraden en de opkomst van de wetgeving die de slak in toenemende mate in bescherming nam. Arbeidskosten, en daarmee de prijs van het product, steeg echter in de economisch meest ontwikkelde landen. De markt viel dan ook terug op de natuurlijke voorraden in economisch minder ontwikkelde landen, met name in Oost-Europa. Daar zijn in de loop van de jaren de natuurlijke voorraden echter eveneens beginnen te slinken en komen de Europese beschermingswetten ook daar geleidelijk aan van kracht. Als gevolg hiervan en de aanhoudende groei in de vraag naar escargot, is er met expertise uit Frankrijk en Italië rond het tweede millennium in oostelijk Europa een explosieve groei gekomen van slakkenkwekers, en lijkt er een tweede cyclus in de mondiale slakkenkweek begonnen te zijn dat gepaard gaat met een wereldwijde opmars van de escargot.

### Huidige stand van zaken
Frankrijk is niet het enige land waar traditioneel veel escargot gegeten wordt. Op Turkije na hebben alle Europese mediterrane landen, en dan met name Italië, Spanje en Griekenland, een diepgewortelde traditie met escargot. Ook in landen ten zuiden van de Middellandse Zee, vooral in Marokko en Tunesië, wordt escargot gegeten.
In Nederland is er historisch gezien nauwelijks een markt voor escargot en is slakkenkweek in de jaren 1990 slechts met mondjesmaat begonnen. Sindsdien is het een komen en gaan van kwekerijen en is het aantal actieve kwekerijen anno 2021 nog altijd nagenoeg op één hand te tellen.

## Galerij

Enkele slakkenventers door de eeuwen heen
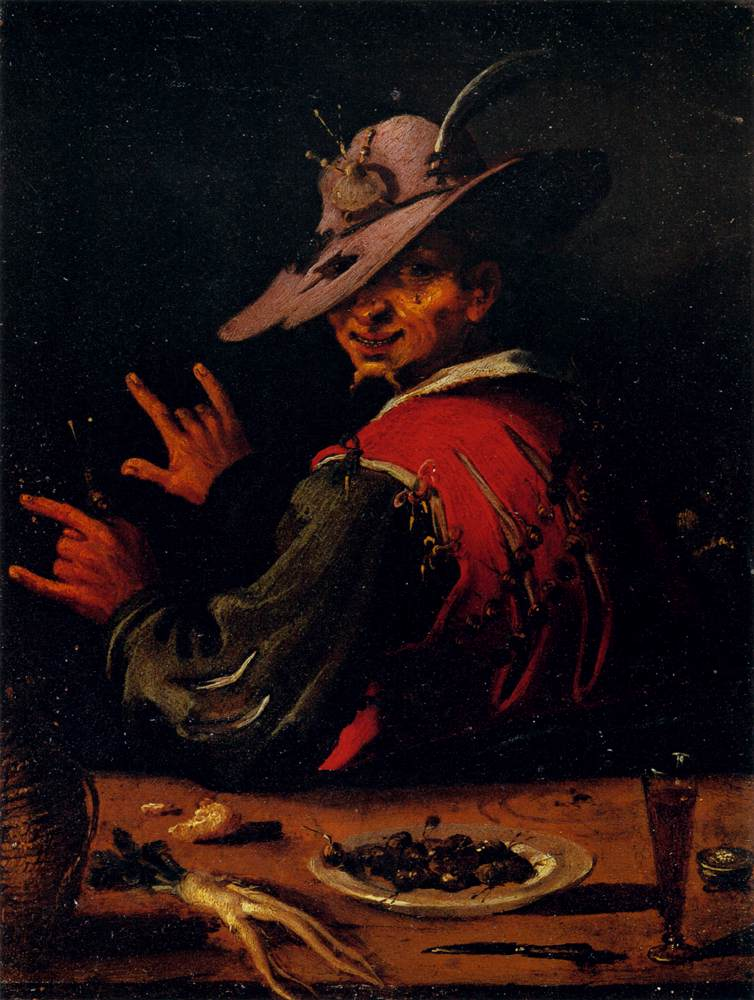
Slakkenventer in Italië, eerste helft 17e eeuw. Schilderij van Filippo Napoletano.
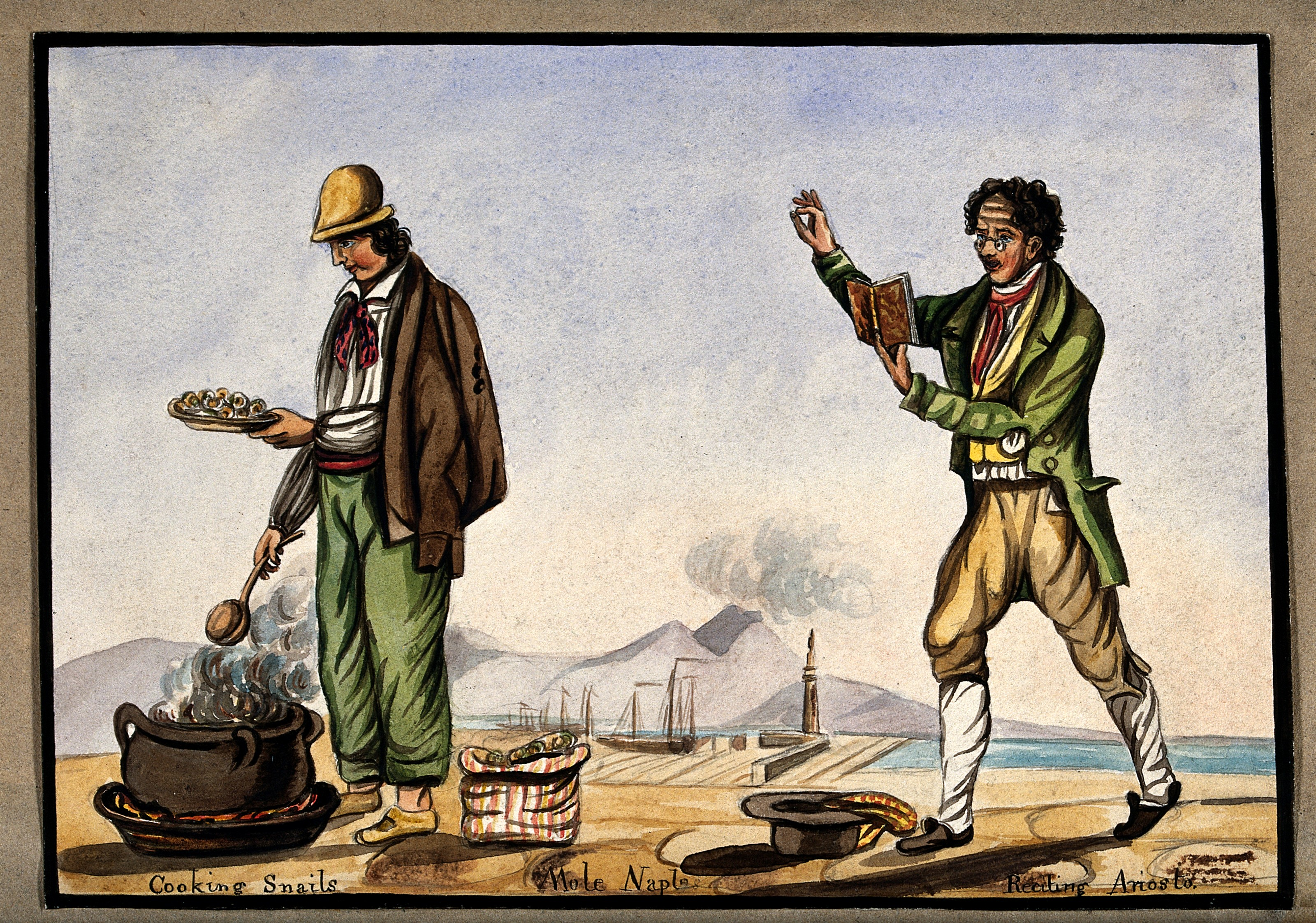
Een man kookt een pot met slakken, vermoedelijk in Engeland.
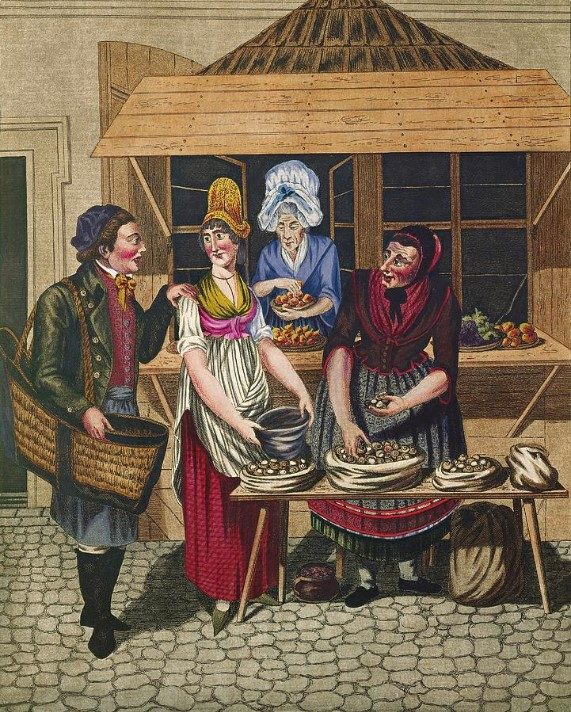
Slakkenmarkt in Wenen. Schilderij uit 1810.
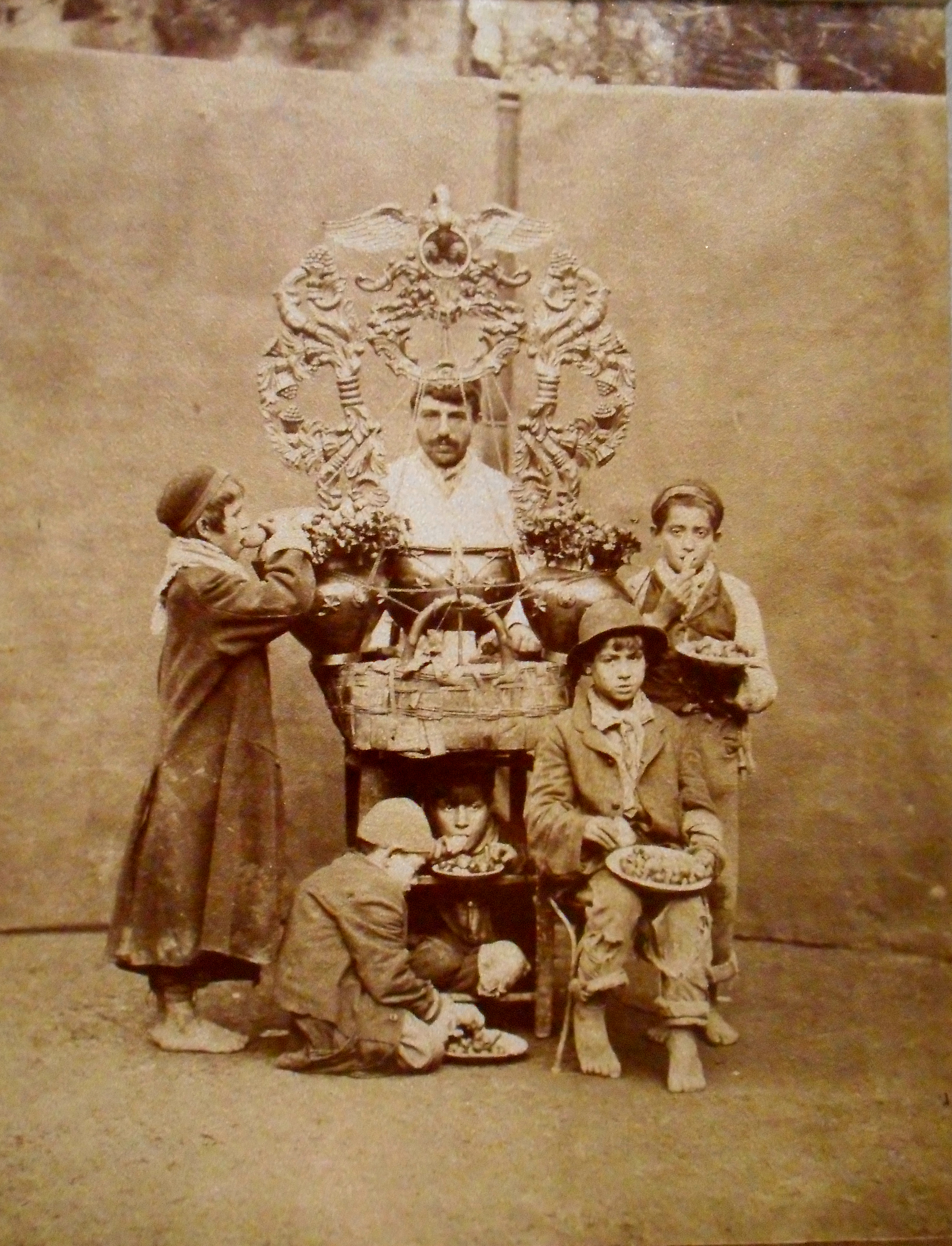
Slakkenverkoper halverwege 19e eeuw. Foto van Alphonse Bernoud.
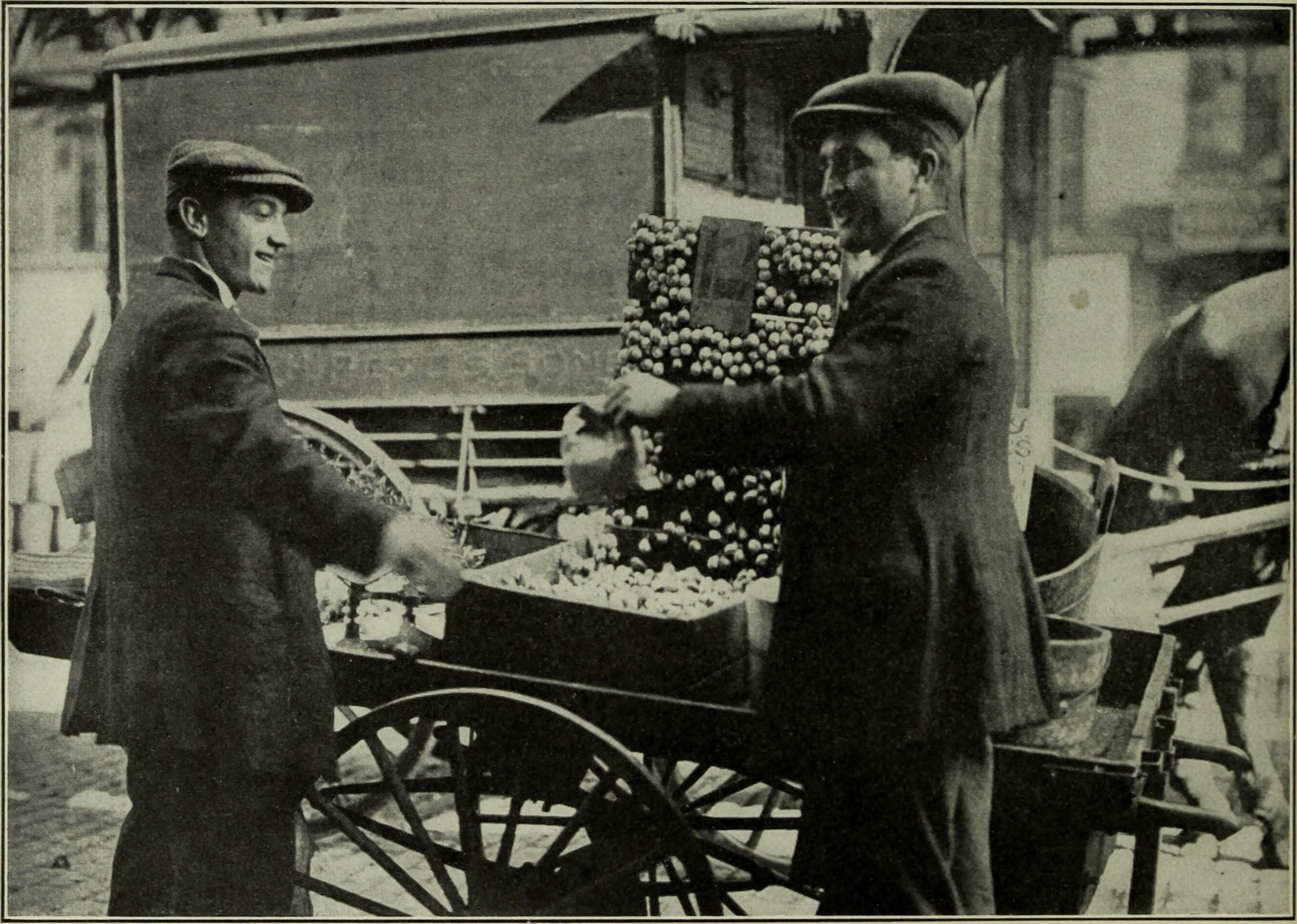
Een slakkenverkoper op een duwkarmarkt in het New York van 1914. De venter heeft als uithangbord achter zijn kar een opstaande plank met de slakken in hun huisjes eraan vastgeplakt, terwijl het verkoopvoorraad in de bakken eronder ligt. De slakken vonden gretig aftrek.